# Tetraloniella karooensis
Tetraloniella karooensis är en biart som först beskrevs av Brauns 1926.  Tetraloniella karooensis ingår i släktet Tetraloniella och familjen långtungebin. Inga underarter finns listade i Catalogue of Life.